# Nižný Tvarožec
Nižný Tvarožec (in ungherese Alsótaróc, in tedesco Unterkasbach, in ruteno Nižnij Tvarožec) è un comune della Slovacchia facente parte del distretto di Bardejov, nella regione di Prešov.
Secondo la leggenda il nome del villaggio deriverebbe dalla parola ungherese túrós (tvarohový in slovacco), cioè ricotta.

## Storia
Citato per la prima volta nel 1330 come località in cui si amministrava la giustizia secondo il diritto germanico, all'epoca apparteneva alla Signoria di Smilno e successivamente a quella di Makovica. Nel 1335 vi vennero edificati una chiesa ed un mulino che serviva l'intera zona. Nel XVII secolo venne ripopolato in parte con coloni ruteni. Nel XIX secolo passò ai nobili Erdődy.